# Липовац (Сребреница)
Липовац је насељено мјесто у општини Сребреница, Република Српска, БиХ. Према попису становништва из 1991. у насељу је живјело 173 становника.

## Становништво
По посљедњем службеном попису становништва из 1991. године, насељено мјесто Липовац имало је 173 становника, сљедећег националног састава:
| Националност | 1991.      |
| Муслимани    | 173 (100%) |
| Укупно       |            |

| Демографија | Демографија | Демографија |
| Година      | Становника  | Становника  |
| ----------- | ----------- | ----------- |
| 1948.       | 68          |             |
| 1953.       | 97          |             |
| 1961.       | 135         |             |
| 1971.       | 178         |             |
| 1981.       | 178         |             |
| 1991.       | 173         |             |
| 2013.       | 38          |             |